# 오하나바타케역
오하나바타케역(일본어: 御花畑駅, おはなばたけえき)은 일본 사이타마현 지치부시에 있는 지치부 철도 지치부 본선의 철도역이다.

## 타는 곳
| 1 | ■ 지치부 본선            | 미쓰미네구치 방면                                       |
| 1 | ■ 지치부 본선            | 지치부·나가토로·요리이·구마가야·교다 시·하뉴 방면       |
| 2 | ■세이부 철도로 직결 운행 | 한노·도코로자와·이케부쿠로 방면 (다음 역은 요코제 역임) |
| 2 | ■세이부 철도로 직결 운행 | ■지치부 본선 지치부·나가토로 방면 (요코제 역에서부터)   |

## 역세권 정보
- 세이부 지치부 역(세이부 철도 세이부 지치부 선)과 인접해 있어 걸어서 환승이 가능하다.
- 국도 140호선

## 역사
- 1917년 9월 27일 영업 개시.

## 사진

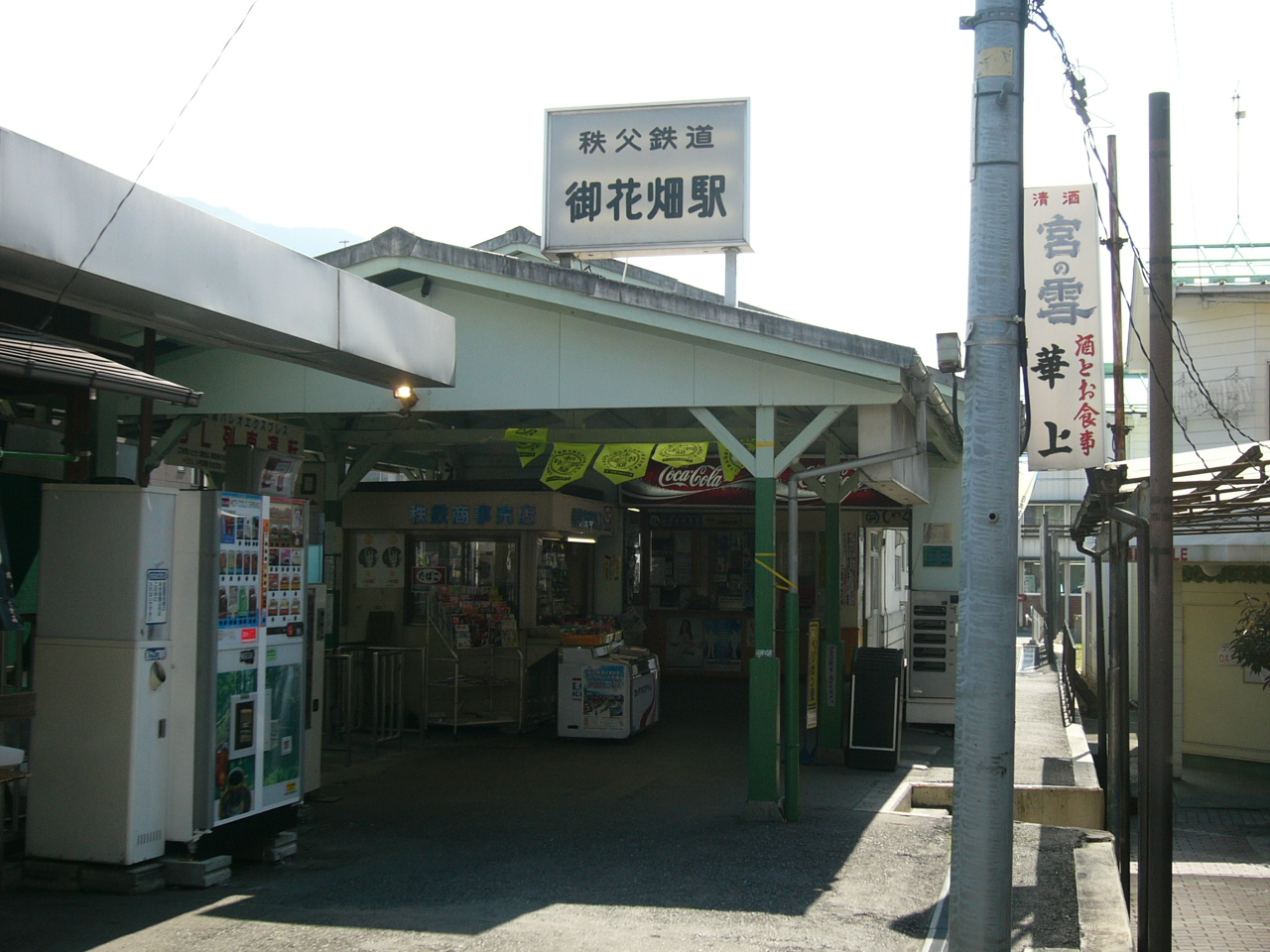
출입구 모습
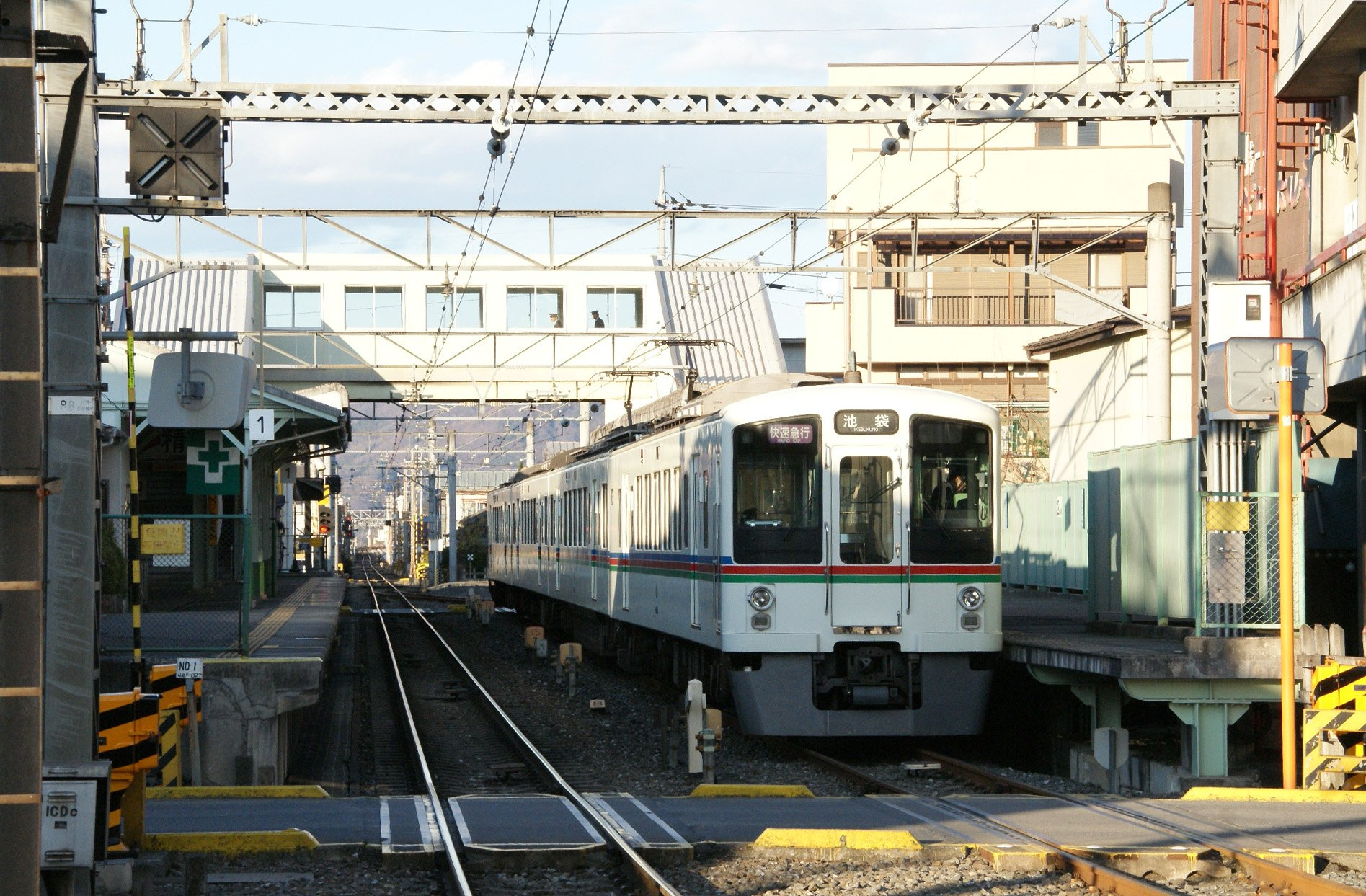
이 역에 정차중인 세이부 철도 4000계 전동차

## 세이부 철도 직결운행열차
운임계산의 경우, 이 역과 세이부 지치부 역은 같은역으로 취급된다.
예를 들면 세이부 지치부 역에서 미쓰미네구치행 열차를 승차했을 경우, 이 역에서 승차한 것으로 간주하여, 지치부 철도 운임으로 계산하며, 이 역에서 나가토로발 세이부 철도 직결운행 열차를 승차했을 경우는 세이부 지치부 역에서 승차한 것으로 간주하여 세이부 철도운임으로 계산한다.

## 인접역
지치부 철도 지치부 본선
(하뉴 방면)지치부 - 오하나바타케 - 가게모리(미쓰미네구치 방면)/요코제(세이부 철도 한노 방면)